# アビシニアジャッカル
アビシニアジャッカル（Canis simensis）は、食肉目イヌ科イヌ属に分類される食肉類。別名アビシニアオオカミ、エチオピアオオカミ、シミエンジャッカル。

## 分布
エチオピア（Bale山地やシミエン山地）
模式標本の産地（模式産地）はシミエン山地。種小名simensisは「シミエン産の」の意で、シミエン山地に由来する。

## 形態
体長オス92.8 - 101センチメートル、メス84.1 - 96センチメートル。尾長27 - 39.6センチメートル。体長の約25%と属内では短い。体高45 - 60センチメートル。体重オス14.2 - 19.3キログラム、メス11.2 - 14.2キログラム。背面の毛衣は赤橙色や赤褐色。喉、胸部、腹部の毛衣は白や淡褐色で、前胸部に暗色の横帯が2本入る。尾の先端は黒く、基部腹面は白い。
耳介の先端は尖る。耳介には黒い斑紋が入る。吻は細長い。四肢は細長い。

## 分類
吻は細長いが、眼窩が後方に位置し尾が短いことからイヌ属内では本種のみでアビシニアジャッカル亜属Simeniaを構成する説もあった。
形状からジャッカルに近いと思われていたが最新のDNA検査でオオカミに近いことが分かった。
2005年現在は以下の2亜種に分ける説がある。
Canis simensis simensis Rüppell, 1840
大地溝帯より北西のシミエン山地などに分布。
Canis simensis citerni de Beaux, 1922
大地溝帯より南東のBale山地などに分布。基亜種より大型。

## 生態
標高3,000 - 4,400メートルにある草本の丈が25センチメートル以下の湿原に生息する。傾斜は緩やかか平坦で土壌が深く水分の多く含まれた、草の丈が短く開けた環境を好む。元々は低地にも生息していたとされる。単独やペア、小規模な家族群を形成し生活する。群れは3 - 13匹（平均6匹）昼行性だが、人間の影響から夜間に活動する。繁殖期以外は巣穴は利用せず、夜は開けた場所で単独もしくは集団で休む。
食性は動物食で、Bale山地では主にエチオピアオオタケネズミTachyoryctes macrocephalus・キボシブラシネズミLophuromys flavopunctatus・クロツメブラシネズミLophuromys melanonyx・ヒガシヤブカローネズミOtomys typus・ヤマサバンナネズミArvicanthis blickiなどの齧歯類、エチオピアノウサギLepus starckiを食べるが、鳥類の雛や卵を食べることもありケープハイラックス・マウンテンニアラの幼獣を食べた例もある。リードバック属の幼獣、動物の死骸なども食べることもある。689個の糞の内容物調査では食性の95.8%を齧歯類が占め、エチオピアオオタケネズミ・クロツメブラシネズミ・ヤマサバンナネズミの3種で86.6%を占めるという報告例がある。エチオピアオオタケネズミは主要な獲物で、それらがいない環境ではアフリカタケネズミTachyoryctes splendensも食べる。聴覚を使い巣穴の中にいる獲物を探し捕食する。主に単独で狩りをおこなうが、群れで偶蹄類の幼獣や子羊・ウサギを狩ることもある。
繁殖形態は胎生。妊娠期間は60 - 62日。10 - 翌1月に地面に掘った巣穴や岩の隙間などで1回に2 - 6匹の幼獣を産む。生後2年で性成熟する。野生下では12年の生存記録があるが、寿命は8 - 10年と考えられている。

## 人間との関係
生息地に住むオロモ人による呼称はJedallah fardaという。
開発による生息地の破壊、過放牧による獲物の減少、イヌとの競合および狂犬病・犬ジステンパーなどの感染症の伝搬などにより生息数は激減している。イヌとの交雑による遺伝子汚染も懸念されている。ミトコドリアDNA制御領域の解析からBale山地西部では交雑個体が見られる。1974年から法的に保護の対象とされているが、具体的な保護策はとられていない。Bale山地の生息地はBale国立公園、シミエン山地の生息地はシミエン国立公園に指定されている。1992年における群れの数が12以下で生息数は340 - 520匹と推定されている。Bale国立公園での1990年における生息数は成獣440匹、1992年における生息数は205 - 270匹と推定されている。
日本では特定動物に指定されている。